# Erythroselinum atropurpureum
Erythroselinum atropurpureum là một loài thực vật có hoa trong họ Hoa tán. Loài này được (Steud. ex A.Rich.) Chiov. mô tả khoa học đầu tiên năm 1911.